# Belsk
Belsk (belarussisch Бельск, russisch Бельск) ist ein Dorf im Rajon Kobryn in der Breszkaja Woblasz in Belarus. Die Ortschaft ist administrativ in den Selsawet Nawasjolki eingegliedert. Das Dorf liegt 30 Kilometer von Kobryn und 75 Kilometer von Brest entfernt.
Im folgenden Diagramm wird die Bevölkerungsentwicklung von Belsk dargestellt: